# Gy (Haute-Saône)
Gy je francouzská obec v departementu Haute-Saône v regionu Franche-Comté. V roce 2009 zde žilo 1 044 obyvatel. Je centrem kantonu Gy.